# Eudarluca
Eudarluca is een geslacht van schimmels behorend tot de familie Phaeosphaeriaceae. De typesoort is Eudarluca australis. Ze parasiteren onder andere op roesten.

## Soorten
Volgens Index Fungorum telt het geslacht negen soorten (peildatum april 2023):
| Soortnaam                           | Auteur(s)          | Publicatiejaar |
| ----------------------------------- | ------------------ | -------------- |
| Eudarluca australis                 | Speg.              | 1908           |
| Eudarluca biconica                  | Katum.             | 1986           |
| Eudarluca brenesii                  | (Petr.) E. Müll.   | 1962           |
| Eudarluca caricis (Roestparasietje) | (Fr.) O.E. Erikss. | 1966           |
| Eudarluca connata                   | (Syd.) Arx         | 1962           |
| Eudarluca indica                    | T.S. Ramakr.       | 1951           |
| Eudarluca mycophila                 | (Petr.) Arx        | 1962           |
| Eudarluca quinqueseptata            | Katum.             | 1986           |
| Eudarluca venezuelana               | Syd.               | 1930           |